# Куприяново (Калужская область)
Куприяново — деревня в Дзержинском муниципальном районе Калужской области России. Входит в состав сельского поселения «Деревня Сени».
Расположена в 17 км на юго-запад от города Кондрово, на берегу реки Угра.

## География
Ближайшие населенные пункты — деревня Давыдово в 1 км к западу; деревня Лужное — центр сельского поселения Деревня Сени в 3 км к востоку; деревня Сени в 2,5 км к востоку; деревня Озерна в 3,5 км к западу; деревня Покров в 1 км к северо-востоку на противоположном берегу реки Угра (переправы через реку не существует), деревня Дубрава в 1,5 км к северу на противоположном берегу реки Угра (переправы через реку не существует).

## Население
| 2002 | 2010 |
| ---- | ---- |
| 16   | ↗19  |

## Связь
- МТС — в 3 километрах от деревни в деревне Лужное расположена вышка МТС, обеспечивающая уверенный приём мобильной связи.
- Билайн — неуверенный приём.

## Транспорт
- Автобусное сообщение с центром Дзержинского района городом Кондрово, деревней Лужное и деревней Сени.
- Такси (г. Кондрово).

## Торговля
- Магазин (продукты питания, промышленные товары, товары широкого потребления) находится в близлежащей деревне Лужное.